# Institute for Policy Studies
Das Institute for Policy Studies ist eine der fünf großen unabhängigen Denkfabriken in Washington, D.C. Es tritt für „Frieden, Gerechtigkeit und Umweltschutz“ ein und wurde 1963 von Marcus Raskin (einem Mitarbeiter von McGeorge Bundy) und Richard Barnet (Mitarbeiter von John Jay McCloy) gegründet. Seit 1998 wird es von John Cavanagh geleitet.
Die Einrichtung unterstützte die US-amerikanische Bürgerrechtsbewegung und die internationale Bewegung gegen die Apartheid in Südafrika; es verteidigt die Menschenrechte, veröffentlichte kritische Studien u. a. über den Vietnamkrieg, US-amerikanische Interventionen in Lateinamerika und anderswo, soziale Ungleichheit und Umweltprobleme und beschäftigt sich mit dem Transatlantischen Freihandelsabkommen „TTIP“.
Das Institut gilt als politisch links gerichtet; Raskin und Barnet standen auf der „Feindesliste“ des ehemaligen amerikanischen Präsidenten Richard Nixon, Agenten von Augusto Pinochet ermordeten zwei seiner Mitarbeiter, und besonders während der Präsidentschaft Ronald Reagans wurde es von rechten Kritikern angegriffen.
Weitere Mitarbeiter waren (Auswahl): Maude Barlow, Phyllis Bennis, Norman Birnbaum, Sidney Blumenthal, Rita Mae Brown, Charlotte Bunch, Noam Chomsky, Barbara Ehrenreich, Richard A. Falk, Bernard B. Fall, Paul Jacobs, Bob Moses, Vandana Shiva und Arthur Waskow.
Das Transnational Institute in Amsterdam wurde als internationale Zweigstelle gegründet, ist jedoch seit 1973 unabhängig.